# Leonid Blumenau
Leonid Wasiljewicz Blumenau (ros. Леонид Васильевич Блуменау (Блюменау), ur. 21 września 1862 w Szumie w guberni petersburskiej, zm. 10 listopada 1931 w Leningradzie) – rosyjski lekarz neurolog i neuroanatom.
W 1880 roku ukończył naukę w I Gimnazjum w Sankt Petersburgu. Studiował na Wojskowej Akademii Medycznej w Petersburgu, gdzie był uczniem Mierzejewskiego. Po przedstawieniu dysertacji doktorskiej otrzymał w 1889 roku tytuł doktora medycyny. Następnie wyjechał w dwuletnią podróż naukową do Europy, uczył się m.in. u Golgiego, Flechsiga, Charcota i Magnana. Od 1892 Privatdozent Wojskowej Akademii Medycznej w Petersburgu. Od 1897 ordynator oddziału neurologicznego szpitala w Warszawie. Od 1903 profesor Instytutu Klinicznego im. wielkiej księżny Eleny Pawłowny w Sankt Petersburgu.
Był autorem 69 publikacji naukowych. Jego uczniami byli Szarapow i Stiebłow. Jądro klinowate dodatkowe nazywane jest niekiedy jądrem Blumenaua.
Był także poetą, pozostawił około 250 wierszy i dłuższy poemat Hypatia (Ипатия). Przetłumaczył też na rosyjski wiele dzieł z łaciny, greki i niemieckiego. Jego ulubionym twórcą był Nikolaus Lenau.

## Wybrane prace
Prace medyczne
- К учению о давлении на мозг (1889)
- О нервных клетках спинного мозга. Неврологический Вестник (1895)
- К микроскопической анатомии продолговатого мозга. Неврологический Вестник (1897)
- О развитии и строении мозолистого тела. Вестник Психиатрии 8
- О наружном ядре Бурдаховского столба. Вестник Психиатрии 8
- Основные вопросы неврологии в новейших исследованиях по методу Golgi. Вестник Псих
- Мозг человека (анатомо-физиологическое введение в клинику нервных и дущевных болезней). Ленинград-Москва, 1925

Dzieła literackie
- Греческие Эпиграммы. М.-Л. Academia 1935